# Bunghi
Bunghi – wieś w Rumunii, w okręgu Neamț, w gminie Poienari. W 2011 roku liczyła 219 mieszkańców.